# Нова Надежда (Куйбишевський район)
Нова́ Наде́жда (рос. Новая Надежда) — хутір у Куйбишевському районі Ростовської області Росії, біля кордону з Україною. Входить до складу Кринично-Лузького сільського поселення.

## Географія
Географічні координати: 47°50' пн. ш. 39°04' сх. д. Часовий пояс — UTC+4.
Хутір Нова Надежда розташований на південному схилі Донецького кряжу. Відстань до районного центру, села Куйбишева, становить 15 км.

### Урбаноніми
- вулиці — Вишнева, Зарічна, Молодіжна, Нова, Перемоги, Радянська, Стадіонна, Степова, Ювілейна;
- провулок — Садовий[2].

## Населення
У 2002 році населення хутору становило 1092 особи, з них 85,3% складали росіяни, 9,5% — українці, а 5,2% — інші національності.
За даними перепису населення 2010 року на території хутора проживало 1125 осіб. Частка чоловіків у населенні складала 46,6% або 524 особи, жінок — 53,4% або 601 особа.

## Економіка
Економічний сектор хутора представлений товариством з обмеженою відповідальністю «Надежда», яке спеціалізується на рослинництві та тваринництві.

## Соціальна сфера
У населеному пункті діє дошкільний навчальний заклад «Теремок».

## Пам'ятки
На території хутора знаходиться братська могила 351 радянського воїна, що загинули під час Другої світової війни.